# 圣安德鲁区 (多米尼克)
圣安德鲁区（英語：Saint Andrew Parish）是多米尼克的一个区，首府韦斯利。该区南邻圣约瑟夫区和圣戴维区，西临圣约翰区和圣彼得区。
圣安德鲁区面积为178.27平方千米，是多米尼克面积最大的区份。

## 聚居地
馬里戈特是其最大村莊。其他聚居地包括：
- 韋斯利
- 伍德福德希尔
- 卡利比西
- 漢普斯特德
- 本斯
- 多斯丹
- 昂斯杜梅
- 佩布奇
- 蒂博
- 維埃伊卡斯
- 彭維爾

## 著名人物
出生於該區內的著名人物包括著名教師Wills Strathmore Stevens（馬里戈特學校命名之後）和多米尼克的現任总理羅斯福·斯凱里特（生於維埃伊卡斯）。